# Réseau de la Woëvre

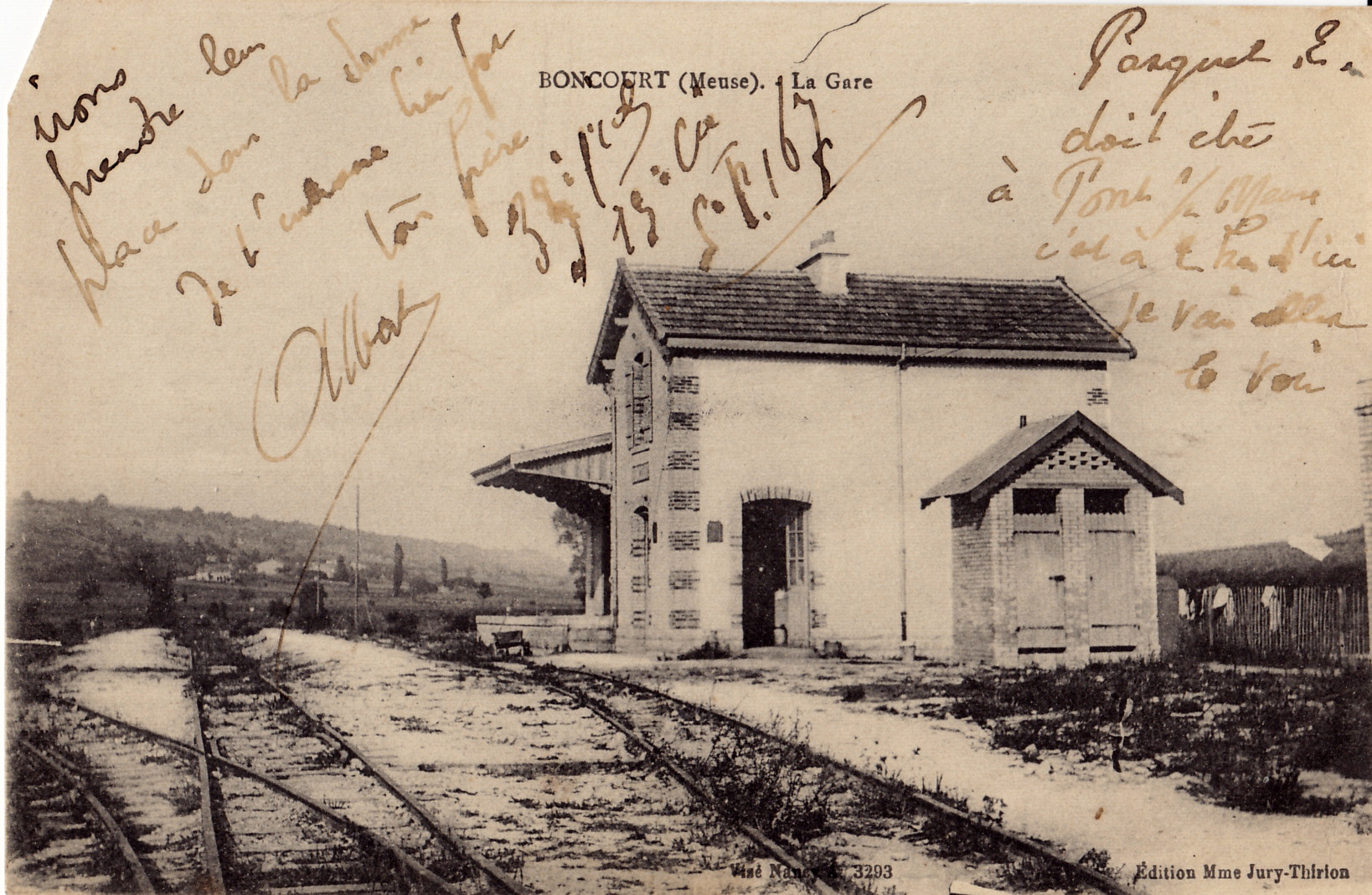
La gare de Boncourt.

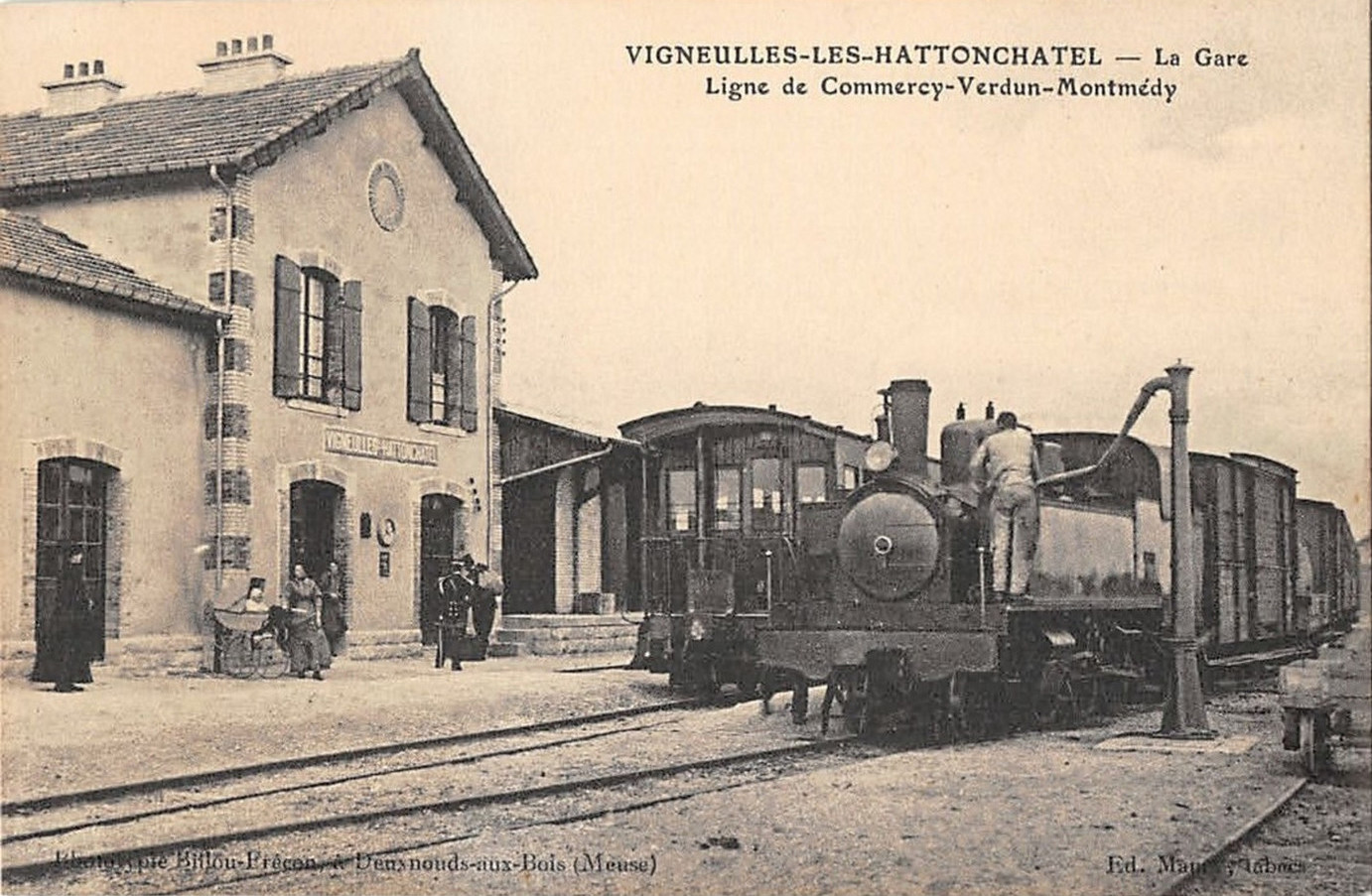
Gare de Vigneulles-les-Hattonchatel, ligne de Commercy à Verdun

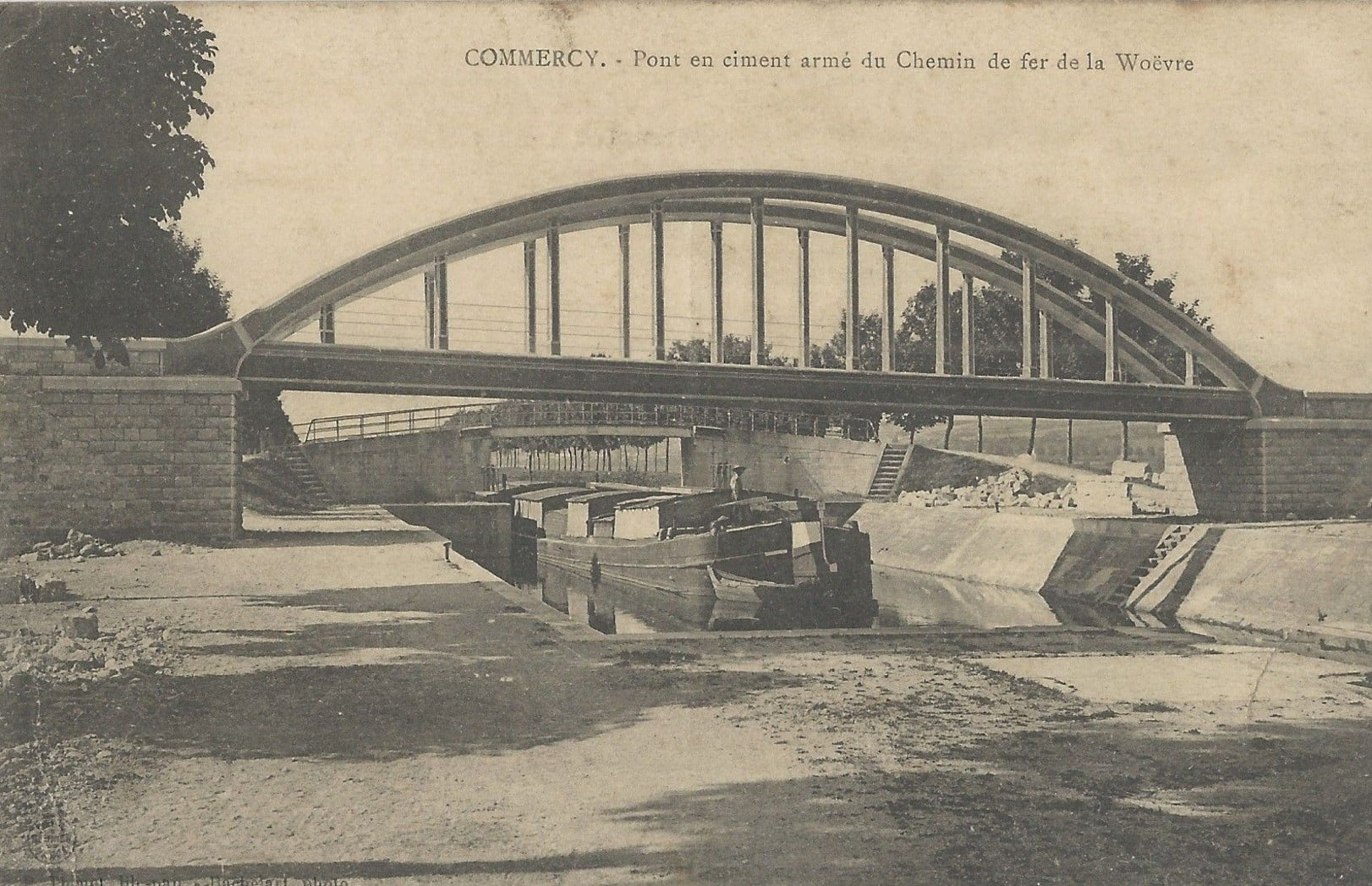
Pont en béton armé à Commercy.

Le Réseau de la Woëvre est un réseau de chemin de fer à voie métrique, construit dans le département de la Meuse  et exploité par la société générale des chemins de fer économiques (SE) entre 1914 et 1938.
Il comprenait un ensemble de lignes long de 149 km
Le réseau est déclaré d'utilité publique par la loi du 13 juin 1907 

## Les lignes

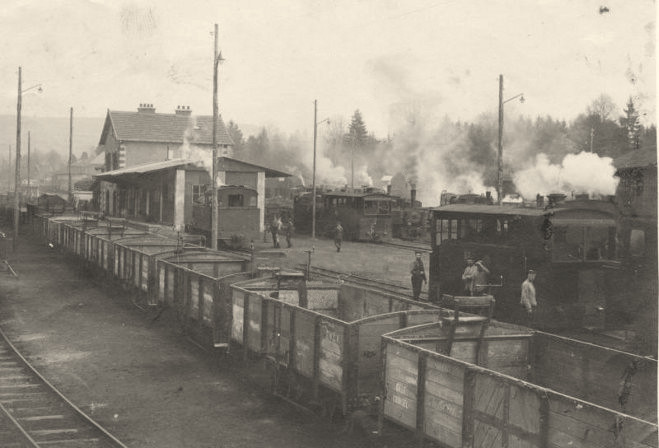
La gare de Montmédy-Ville

- Verdun - Vaux-devant-Damloup - Montmédy, (61 km) ouverture 1914, fermeture 1938 ;
- Vaux-devant-Damloup - Commercy (66 km) ouverture 1914, fermeture 1938 ;